# 6708-as mellékút (Magyarország)
A 6708-as számú mellékút egy 17,3 kilométer hosszú, négy számjegyű országos közút Somogy vármegyében; Lengyeltótit köti össze a Marcali vonzáskörzetének keleti részében fekvő településekkel.

## Nyomvonala
A 6701-es útból ágazik ki, majdnem pontosan annak 38. kilométerénél, Lengyeltóti központjának déli részén. Délnyugat felé indul, Kossuth Lajos utca néven, de hamar nyugatabbi irányt vesz. Bő egy kilométer után hagyja el a település lakott területét; 1,7 kilométer után kiágazik belőle észak-északnyugat felé a 67 315-ös út, a MÁV 36-os számú Kaposvár–Fonyód-vasútvonalának Lengyeltóti vasútállomásra, majd keresztezi is az út a vasutat.
2,3 kilométer után az út Buzsák területére ér, a lakott területet 4,5 kilométer után éri el, majd ott szinte azonnal dél-délkeleti irányba fordul, Május 1. utca néven. 5,4 kilométer után, egy kisebb irányváltást követően a Kossuth Lajos utca nevet veszi fel, majd 6,4 kilométer után ismét nyugat-délnyugat felé kanyarodik, ott a Berzsenyi Dániel utca nevet felvéve. 6,7 kilométer után lép ki Buzsák területéről és 9,5 kilométer után lépi át a következő falu, Táska határát.
11,3 kilométer megtétele után éri el Táska lakott területeit, és ott szinte azonnal keresztezi a 39-es számú Balatonfenyvesi Gazdasági Vasút e faluba vezető – mára nagyrészt felszámolt – szakaszának nyomvonalát. A községben az Ady Endre utca nevet veszi fel, majd 11,6 kilométer után délnek kanyarodik, a folytatásban a települési neve Kossuth Lajos utca, a központtól délre pedig Rákóczi F utca.
12,7 kilométer után, nagyjából déli irányban lép ki a község házai közül, és 13,5 kilométer után így lépi át Nikla határvonalát is. 14,7 kilométer után újból kissé nyugatabbi irányba fordul, de miután – 15,4 kilométer megtételét követően – beér a község házai közé, újra délebbi irányt vesz. A települési neve itt Berzsenyi Dániel utca, így is ér véget, beletorkollva a 6704-es útba, annak 11,200-as kilométerszelvénye után.
Teljes hossza, az országos közutak térképes nyilvántartását szolgáló kira.gov.hu adatbázisa szerint 17,290 kilométer.

## Települések az út mentén
- Lengyeltóti
- Buzsák
- Táska
- Nikla